# Vojska Federacije Bosne i Hercegovine
Vojska Federacije Bosne i Hercegovine bila je oružana snaga Federacije Bosne i Hercegovine, jednog od entiteta Bosne i Hercegovine. Bila je sastavljena od Hrvatskog vijeća obrane i Armije RBiH. Nastala je nakon potpisivanja Washingtonskog sporazuma u ožujku 1994. godine. Vojnom reformom integrirana je u Oružane snage Bosne i Hercegovine zajedno s Vojskom Republike Srpske 2006. godine.